# Asian Rugby Championship 1969
El Asian Rugby Championship  de 1969 fue la 1ª edición del principal torneo asiático de rugby.

## Equipos participantes
- Selección de rugby de Corea del Sur
- Selección de rugby de Hong Kong (Dragones)
- Selección de rugby de Japón (Brave Blossoms)
- Selección de rugby de Tailandia
- Selección de rugby de Taiwán

## Posiciones
| Pos. | Equipo        | Encuentros | Encuentros | Encuentros | Encuentros | Puntos Totales |
| Pos. | Equipo        | jugados    | ganados    | empatados  | perdidos   | Puntos Totales |
| ---- | ------------- | ---------- | ---------- | ---------- | ---------- | -------------- |
| 1    | Japón         | 4          | 4          | 0          | 0          | 8              |
| 2    | Hong Kong     | 4          | 3          | 0          | 1          | 6              |
| 3    | Tailandia     | 3          | 1          | 0          | 2          | 2              |
| 3    | Taiwán        | 4          | 1          | 0          | 3          | 2              |
| 5    | Corea del Sur | 3          | 0          | 0          | 3          | 0              |

Nota: Se otorgan 2 puntos al equipo que gane un partido, 1 al que empate y 0 al que pierda

## Resultados
| 8 de marzo | Corea del Sur | 9 - 15 | Taiwán |  |  |

| 8 de marzo | Japón | 82 - 8 | Tailandia |  |  |

| 9 de marzo | Japón | 24 - 22 | Hong Kong |  |  |

| 10 de marzo | Hong Kong | 27 - 0 | Taiwán |  |  |

| 14 de marzo | Tailandia | 14 - 8 | Taiwán |  |  |

| 14 de marzo | Hong Kong | 8 - 3 | Corea del Sur |  |  |

| 15 de marzo | Japón | 62 - 0 | Taiwán |  |  |

| 16 de marzo | Hong Kong | 32 - 0 | Tailandia |  |  |

| 16 de marzo | Japón | 23 - 5  | Corea del Sur |  |  |
|             |       | Reporte |               |  |  |

| 1969 | Corea del Sur | Desconocido | Tailandia |  |  |

| Bandera de Japón |
| Campeón Japón    |
| Primer título    |